# Шупетт
Шупетт, Чупетт (фр. Choupette, нар. 15 серпня 2011 року) — бірманська кішка, домашня улюблениця модельєра Карла Лагерфельда (1933—2019). Спочатку кішка належала французькій моделі Батисту Джіабіконі. Якось він попросив Лагерфельда піклуватися про кішку, поки сам був за кордоном. Шупетт дуже сподобалася Лагерфельду і згодом була подарована йому на Різдво 2011 року.
Шупетт важить 3,5 кг.
Вперше вона з'явилася у засобах масової інформації завдяки Twitter 16 січня 2012 року, у @ChoupettesDiary, коли Стівен Ган з журналу V твітнув її фотографію з квартири Лагерфельда. Із запуском власного облікового запису Twitter у Шупетт (автором якого є Ashley Tschudin) у червні 2012 року та після багаторазових «інтерв'ю» у модних журналах високого класу її знаменитість зросла, спонукаючи Лагерфельда відзначити: «Люди вражені нею… Скоро люди більше говоритимуть про Шупетт, ніж про мене!» Станом на пусто 2015 рік вона мала понад 46 000 шанувальників на Twitter*і.
У червні 2013 року Лагерфельд оголосив, що хоче одружитися з Choupette. Він сказав в інтерв'ю CNN: «Немає шлюбу для людських істот і тварин … Я ніколи не думав, що в когось закохаюся, як в цю кішку».
Після смерті Лагерфельда в лютому 2019 р. почалися спекуляції, що кішка успадкувала частину майна дизайнера, адже фактично німецький кутюр'є одного разу сказав Фігаро, що «у Шупетт є свій невеличкий спадок. Вона є спадкоємицею».

## Онлайн особистість
Онлайн особистість Шупетт, побудована головним чином через облікові записи в Twitter і Instagram (@ChoupettesDiary), є однією з жорстоких, високопоставлених, зіпсованих мадам і є, ймовірно, об'єднанням різних стереотипних рис характеру та ексцентричності оточуючих людей в індустрії моди, і не в останню чергу самого Лагерфельда. Серед її дивностей — використання Apple iPad, її цитований «вибір», їсти за столом поруч з Лагерфельдом, її любов до антикварних мережив, сумок-шоперів Colette і Goyard.
Вона має двох «улюблених» покоївок, Франсуазу і Марджорі, які піклуються про Шупетт (доглядають за її шерстю та наводять їй красу) і ведуть щоденник про її діяльність і настрій, щоб звітувати перед Лагерфельдом і ветеринаром. З двох покоївок Шупетт більш прихильна до Франсуази.
Під час перельотів на приватному літаку, за наполяганням Лагерфельда, кішка повинна була знаходитися на колінах у пілота. Тварину переносили в сумці Louis Vuitton, а господар розробив для неї спеціальний футляр, де зберігалися щітки і срібний посуд.

## Використання в моді

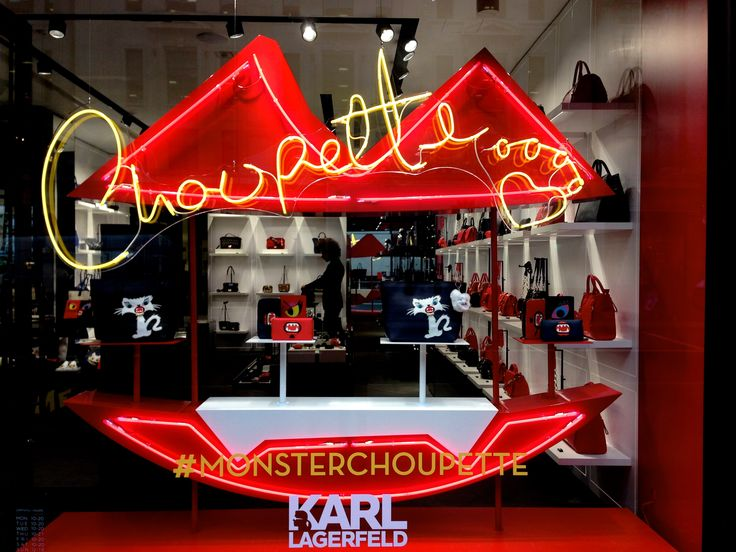
Вітрина Карла Лагерфельда на вулиці Регент, Лондон.

Шупетт з'являлася у фотосесіях (найвідоміша — з Летицією Каста у 10-сторінковій редакції «Журналу V» у вересні 2012 року). Спочатку Лагерфельд відкидав можливість її роботи моделлю за рамками його власних проектів, заявивши просто: «Я — рекламуюся; вона — ні» (англ. I'm commercial; she's not).
Станом на пусто 2014 була призначена для випуску книга «Шупетт» (Choupette), як і колекція капсульного макіяжу Шу Уемура під назвою Shupette.
У березні 2015 року Лагерфельд заявив у інтерв'ю The Cut, що Шупетт протягом 2014 року заробила 3 мільйони євро (3,18 мільйона доларів США) від участі у двох проектах: один для автомобілів Опель у Німеччині, а другий — для продуктів краси Шу Уемура в Японії.